# Christopher Perle
Christopher Perle (sinh ngày 17 tháng 12 năm 1974 ở Mauritius) là một cầu thủ bóng đá người Mauritius. Anh từng đại diện Mauritius thi đấu quốc tế cho Đội tuyển bóng đá quốc gia Mauritius, ghi 6 bàn thắng. Đó là số bàn ghi được nhiều nhất thứ hai trong lịch sử Đội tuyển quốc gia Mauritius, chỉ sau Kersley Appou.